# Vitali Kalenkovich
Vitali Olegovich Kalenkovich (tiếng Nga: Виталий Олегович Каленкович; sinh ngày 3 tháng 3 năm 1993) là một cầu thủ bóng đá người Nga. Anh thi đấu cho Baltika Kaliningrad.